# Водовбирання
Водовбирання (рос. водопоглощение, англ. water-absorbtion; н. Wasseraufnahme, Wasseraufnahmevermögen n) – здатність матеріалів, зокрема гірських порід, мінералів вбирати воду під час занурення в неї в звичайних умовах, тобто при тиску в 10 Па та температурі 200С. В. визначається відсотковим відношенням маси поглинутої води до маси сухої (висушеної при 105..1100С) гірської породи.
Як правило, водопоглинання погіршує властивості матеріалу, збільшує теплопровідність і середню густину, зменшує міцність. Як виняток: міцність бавовняної тканини після зволоження збільшується.
Поняття водопоглинання широко використовується при аналізі якості будівельних матеріалів, зокрема, бетонів і утеплювачів.